# Seznam raziskovalcev
Seznam pomembnih raziskovalcev, osvajalcev sveta in Osončja.

## A
- Charles Albanel (Francija, 1616 - 1696), raziskovalec, misijonar in jezuit, raziskoval Kanado
- Edwin Eugene Aldrin mlajši (ZDA, 1930 - ), astronavt, drugi na Luni
- Diego de Almagro (Španija, 1475 - 1538), osvajalec, osvajal Srednjo in Južno Ameriko
- Gonzalo de Alvarado
- Roald Engelbregt Gravning Amundsen (Norveška, 1872 - 1928), polarni raziskovalec, prvi na Južnem tečaju, prvi preplul Severovzhodni prehod z eno ladjo
- Antonio de Andrade (Portugalska, 1580 - 1634) kot prvi Evropejec prečkal Himalajo
- Roy Chapman Andrews, (ZDA, 1884 - 1960)
- Peter Fjodorovič Anjou, (Rusija, 1796 - 1869), polarni raziskovalec, admiral Ruske mornarice
- Neil Armstrong (ZDA, 1930 - 2012), astronavt, prvi na Luni
- Vladimir Vasiljevič Atlasov, (Rusija, okoli 1661 - 1711)

## B
- Vasco Nuñez de Balboa (Španija, okoli 1475 - 1519), osvajalec, prvi odkril Tihi ocean, ustanovil Darién, najstarejšo ohranjeno evropsko naselbino Vzhodne polute
- William Baffin (Anglija, 1584 - 1622)
- sir Samuel Baker (Anglija, 1821 - 1893) raziskoval Afriko
- Heinrich Barth (Nemčija, 1821 - 1865), raziskoval severno in srednjo Afriko
- Willem Barents, (Nizozemska, okoli 1550 - 1597), umrl na Novi Zemlji pri prodiranju skozi Severovzhodni prehod
- Ibn Abu 'abd Alah Mohamed Ibn 'abd Alah Al-lavati At-tanji Batuta (Maroko, 1304 - 1377), večkrat obiskal Meko, raziskoval Osrednjo Azijo, Vzhodno Afriko, Kitajsko, Timbuktu in druga področja
- Nicolas Baudin (Francija, 1754 - 1803), zarisal vzhodno obalo Avstralije
- Martin Behaim (Nemčija, 1459 - 1507), popotnik, pomorščak, geograf, kartograf, kozmograf, potoval ob vzhodni obali Afrike
- Fabian Gottlieb von Bellingshausen (Rusija, Estonija, 1778 - 1852), admiral in raziskovalec, odkril Antarktiko
- Ilja Avtonomovič Berežnih (Rusija, 1799? - okoli 1830)
- Vitus Jonassen Bering (Danska, Rusija, 1681 - 1741), odkril Beringovo morje, Aleute, jugozahodno obalo Aljaske
- Louis Bougainville (Francija, 1729 - 1811) raziskoval Tihi ocean
- Brendan Sveti (Irska, okoli 484 - okoli 577), opat, preplul Atlantski ocean
- James Bruce
- Robert O'Hara Burke (Irska, 1820 - 1861), kot prvi Evropejec prečkal Avstralijo od Melbourna do Karpentarijskega zaliva
- sir Richard Francis Burton (Anglija, 1821 - 1890), častnik in raziskovalec, pri raziskovanju Nilovega izvira odkril Tanganjiško jezero
- Richard Evelyn Byrd (ZDA, 1888 - 1957), preletel Južni tečaj

## C
- John Cabot (Giovanni Caboto) (Italija, 1450 - 1498) pomorščak angleške mornarice, prečkal Atlantski ocean do Severne Amerike
- Pedro Alvares Cabral (Portugalska, okoli 1467 - okoli 1520), odkril Brazilijo in Madagaskar
- Juan Sebastian del Cano, dokončal Magellanovo obplutje sveta
- Diogo Cão, (Portugalska, umrl okoli 1486), raziskoval zahodno obalo Afrike
- Jacques Cartier (Francija, 1491 - 1557), odkril Reko Svetega Lovrenca, plul do Montreala; neuspešno poskušal ustanoviti kolonijo
- Thomas Cavendish (Anglija, 1555 - 1592), pomorščak in raziskovalec
- Samuel de Champlain (okoli 1567 - 1635), ustanovil francosko kolonijo v Kanadi; raziskoval Reko Svetega Lovrenca, odkril Velika jezera, ustanovil Quebec
- William Clark (ZDA, 1770 - 1838), z Meriwetherjem Lewisom vodil prvo ameriško odpravo do zahodne obale, plul po Mississippiju
- James Cook (Anglija, 1728 - 1779), častnik in raziskovalec, raziskoval Tihi ocean, odkril in zarisal veliko celinskih območij in otokov
- Francisco Vásquez de Coronado (Španija, okoli 1510 - 1554), raziskoval Novo Mehiko in jugozahod ZDA
- Hernán Cortés (Hernando Cortéz) (Španija, 1485 - 1547), osvajalec, osvojil azteško cesarstvi v Mehiki; poslal odprave do Kalifornijskega polotoka

## Č
- Čang Kjan (Čang Čjen) (Zhang Qian, Chang Chien) (Kitajska, rojen okoli 150 pr. n. št.), 12. let je za cesarja Hang Vu Dija (Han Wu Di, Wu Ti) od leta 138 pr. n. št. raziskoval veliko področij Srednje Azije
- Semjon Ivanovič Čeljuskin (Rusija 1700 - 1760), polarni raziskovalec
- Čeng He (Zheng He) (Kitajska, 1371 - 1435), admiral, na veliko potoval po Indijskem oceanu in po drugih morjih, prispel do Afrike in Arabije in do drugih dežel
- Aleksej Iljič Čirikov (Rusija, 1703 - 1748), pomorščak in častnik

## D
- Jacques-Yves Cousteau (Francija 1910 - 1997), pomorski biolog, oceanograf in raziskovalec
- Alexandra David-Néel (Francija 1868 - 1969), obiskal Lhaso v Tibetu leta 1924
- Semjon Ivanovič Dežnjov (Rusija 1605 - 1673), prvi evropski pomorščak, ki je plul skozi Beringov peliv
- Bartolomeu Dias (Portugalska, 1450 - 1500), prvi obplul Rt dobrega upanja
- Albert d'Orville (Belgija, 1621 - 1662) raziskoval Kitajsko in Tibet, skupaj z Johannom Grueberjem kot prvi Evropejec prišel v Lhaso
- sir Francis Drake (okoli 1540 - 1596), gusar, vodil drugo obplutje sveta
- Jules Dumont d'Urville (Francija, 1790 - 1842), raziskovalec, kontraadmiral Francoske mornarice, raziskoval Tihi ocean in Antarktiko

## E
- Erik Rdeči (Eiríkur Rauði)  (Norveška, okoli 950 - 1003), raziskoval in naselil inuitsko Grenlandijo
- Leifur »Srečni« Eiríksson (Norveška, rojen 970), viking, odkril Ameriki leta 1000, poskušal naseliti nekdanjo Vinlandijo,
- sir George Everest (Wales, 1790 - 1866), polkovnik, zarisal Mount Everest
- Edward Eyre (Anglija, 1815 - 1901), raziskoval Avstralijo

## F
- Fa Ksjen (Fa Xien) (Kitajska, rojen okoli 370), menih, raziskoval Ganges, obiskal Šrilanko
- sir John Franklin (Anglija, 1786 - 1847), raziskoval Severozahodni prehod, priplul do Otoka kralja Williama, kjer je umrla celotna posadka
- Matthew Flinders (Anglija, 1774 - 1814), prvi obplul Avstralijo in Tasmanijo, na veliko zarisoval obalo in imenoval področja kot sta Veliki pregradni greben in Veliki avstralski zaliv
- John Charles Frémont (ZDA, 1813 - 1890), častnik in raziskovalec, raziskoval Oregonsko pot in Sierro Nevado
- Louis Claude de Saulses de Freycinet (Francija, 1779 - 1842), raziskoval obalna območja Zahodne Avtsralije
- Martin Frobisher (Anglija, okoli 1535 - 1594), pustolovec, iskal Severozahodni prehod, odkril Frobisherjev zaliv

## G
- Juan Galindo (1802 - 1839), raziskovalec ruševin Srednje Amerike
- Vasco da Gama (Portugalska, okoli 1469 - 1524), prvi dosegel Indijo iz Evrope po morski poti
- Thomas William Francis Gann (Irska, 1867 - 1938), zdravnik in ljubiteljski arheolog, raziskoval majevske ruševine
- Marie Joseph François Garnier (Francija, 1839 - 1873), častnik in raziskovalec, raziskoval reko Mekong
- Pierre Gaultier de Varennes et de la Vérendrye (Kanada, 1685 - 1749), častnik, trgovec s krznom in raziskovalec, potoval po porečju Missourija
- Dirck Gerritszoon Pomp (Nizozemska, 1544-1608), nizozemski trgovec, v službi Portugalcev bil dvakrat na Kitajskem in Japonskem
- Bento de Goes (Portugalska, 1562 - 1607), vojak, misijonar in raziskovalec, raziskoval Indijo
- Vasilij Mihajlovič Golovnin (Rusija, 1776 - 1831), viceadmiral
- James Augustus Grant (Škotska, 1827 - 1892), častnik in raziskovalec, raziskoval vzhodno ekvatorialno Afriko
- Johann Grueber (Nemčija, 1623 - 1680) raziskoval Bližnji vzhod in Kitajsko, skupaj z Albertom d'Orvillom kot prvi Evropejec prišel v Lhaso

## H
- Charles Francis Hall (ZDA, 1821 - 1871), poskušal priti na Severni tečaj
- Hanon (Hannu) (Egipt), potoval vzdolž Rdečega morja do dežele, imenovane Punt
- Sven Hedin (1865 - 1952), švedski raziskovalec Azije
- Hekataj (Milet, okoli 550 pr. n. št. - okoli 476 pr. n. št.), popotnik in zgodovinar, neohranjena knjiga o Egiptu in Aziji
- Louis Hennepin (Francija, okoli 1640 - okoli 1701), odkril Niagarske slapove in Slapove Svetega Antona (najvišje slapove na Mississippiju)
- Bjarni Herjólfsson (Islandija), viking, verjetno odkril Severno Ameriko
- Thor Heyerdahl (Norveška, 1914 - 2002)
- sir Edmund Percival Hillary (Nova Zelandija, 1919 - ), alpinist in raziskovalec, prvi na Mount Everestu
- Cornelis de Houtman (Nizozemska, (1565 - 1598) raziskovalec, njegova potovanja (skupaj z bratom Frederikom) v Indonezijo pomenijo začetek postopne kolonizacije Indonezije
- Frederik de Houtman (Nizozemska, 1571 - 1627) raziskovalec in pomorščak, plul ob vzhodni obali Avstralije
- sir Henry Hudson (Anglija, verjetno 1570 - verjetno 1611), odkril reko Hudson, plul do Albanyja, odkril Hudsonov zaliv
- baron Friedrich Heinrich Alexander von Humboldt (Nemčija, 1769 - 1859), naravoslovec, raziskovalec in geograf, raziskoval Srednjo in Južno Ameriko, potoval po Sibiriji

## I
- Helge Ingstad (Norveška, Danska, 1899 - 2001), pravnik in raziskovalec, guverner Grenlandije, raziskoval kanadska Severozahodna ozemlja, z ženo Anno Stine odkril vikinško naselbino na Novi Fundlandiji leta 1961

## J
- Louis Joliet (Kanada, 1645 - 1700), raziskoval Severno Ameriko, leta 1673 kot prvi Evropejec skupaj z očetom odkrije Mississippi
- Richard Jobson, raziskoval Etiopijo in reko Gambijo
- sir Henry Hamilton Johnston (Anglija, 1858 - 1927), raziskoval Afriko, poročal o okapijih

## K
- George Kennan, (ZDA, 1845 - 1924), raziskoval Sibirijo, Kamčatko, Kavkaz, Dagestan
- Krištof Kolumb (Španija, 1451 - 1506), prispel do Amerik in iskal pot do Vzhodne Indije; odkril več celinskih območij in otokov, ustanovil naselbino na Hispanioli, raziskal Jamajko
- Peter Aleksejevič Kropotkin (Rusija, 1842 - 1921)
- Sveti Frančišek Ksaverij (Španija, 1506 - 1552), jezuit in raziskovalec, raziskoval Indijo in Japonsko
- Ksuan Čang (Tipitaka) (Xuan Tsang) (Kitajska, rojen 602), raziskoval po Fa Ksjenovi poti

## L
- Jean-François de La Pérouse (Francija, 1741 - 1788), raziskoval Tihi ocean
- Dimitrij Jakovljevič Laptev (Rusija, 1701 - 1767), viceadmiral, 2. Beringova odprava, plul po Leni in Anadirju
- Hariton Prokofjevič Laptev (Rusija, 1700 - 1763), stotnik 1. reda, 2. Beringova odprava
- Mihail Petrovič Lazarev (Rusija, 1788 - 1851), admiral, skupaj z Bellingshausnom odkril Antarktiko
- Miguel López de Legaspi (Španija) 1524 - 1572, raziskoval Filipine in Mehiko
- Meriwether Lewis (ZDA, 1774 - 1809), vodil prvo ameriško odpravo preko celine do zahodne obale, plul po Mississippiju
- Fjodor Petrovič Litke (Rusija, 1797 - 1882), pomorščak, geograf, polarni raziskovalec, admiral
- David Livingstone (Škotska, 1813 - 1873), misijonar, zdravnik in raziskovalec, raziskoval južno in vzhodno Afriko, določil smer Zambeziju, odkril Malavijsko jezero (Njasa)

## M
- Ferdinand Magellan (Portugalska, 1480 - 1521), vodil prvo odpravo okoli sveta
- Teoberto Maler (Nemčija, 1842 - 1917), raziskoval  majevske ruševine
- Al-Masudi (Irak, Egipt, okoli 890 - 957), zgodovinar in popotnik
- sir Douglas Mawson (Anglija, Avstralija, 1882 - 1958), raziskoval Antarktiko
- Álvaro de Mendaña (Španija) 1541 - 1595, raziskoval Tihi ocean, odkril Salomonove otoke

## N
- Fridtjof Nansen (Norveška, 1861 - 1930), arktični raziskovalec, znanstvenik in mednarodni državnik
- baron Adolf Erik Nordenskiöld (Finska, Švedska, 1832 - 1901), arktični raziskovalec

## O
- Francisco de Orellana (Španija 1490/1511 - 1546), prvi plul po Amazonki

## P
- sir William Edward Parry (Anglija, 1790 - 1855), kontraadmiral in arktični raziskovalec
- Robert Edwin Peary (ZDA, 1856 - 1920), prvi na Severnemu tečaju
- Auguste Piccard (Švica, 1884 - 1962), zdravnik, izumitelj in raziskovalec
- Jacques Piccard (rojen 1922), podvodni raziskovalec
- Zebulon Montgomery Pike (ZDA, 1779 - 1813), vojak in raziskovalec, raziskoval območja zakupa Louisiane, Pikov vrh (Pikes Peak)
- Francisco Pizarro (Španija, 1471 - 1541), osvajalec, zavojeval Inkovski imperij
- Marco Polo (Beneška republika, 1254 - 1324), potoval na Kitajsko v 13. stoletju
- don Gaspar de Portolá (Španija, živel 1734 - 1784), raziskoval Kalifornijo
- John Wesley Powell (ZDA, 1834 - 1902), raziskovalec in okoljevarstvenik
- Nathaniel Pryor (ZDA, okoli 1785 - 1850)
- Piteas (Grčija, okoli 380 pr. n. št. - okoli 310 pr. n. št.), potoval po Britaniji in drugih severnih in severozahodnih evropskih deželah

## Q
- Pedro Fernandez de Quirós (Portugalska, 1565 - 1614), raziskoval Tihi ocean

## R
- John Rae (Škotska, 1813 - 1893), na veliko potoval po kanadski Arktiki
- Walter Raleigh (Anglija, okoli 1554 - 1618)
- Mateo Ricci (Italija, 1552 - 1610), misijonar, raziskoval Indijo in Kitajsko
- Jacob Roggeveen (Nizozemska, 1659-1729), raziskovalec, kot prvi Evropejec obiskal Velikonočne otoke
- James Clark Ross (Anglija, 1800 - 1862), mornariški častnik in polarni raziskovalec

## S
- sir Edward Sabine, (Irska, Anglija, 1788 - 1883), astronom, fizik, ornitolog in raziskovalec
- René Robert Cavelier, Sieur de La Salle (Francija, 1643 - 1687), trgovec in raziskovalec, raziskoval Velika jezera, plul po Mississippiju, iskal njegovo delto
- Robert Falcon Scott (Anglija, 1868 - 1912), stotnik, dosegel Južni tečaj manj kot mesec dni za Amundsenom, pri vrnitvi je umrl
- Skilaks (Karianda, Grčija), karijski kapitan, na pobudo perzijskega kralja Dareja I. Velikega je plul po Indu in okoli Arabije do Sueza v Egiptu
- sir Ernest Henry Shackleton (Irska, 1874 - 1922), poskušal doseči Južni tečaj in odšel najjužneje od vseh pred njim
- John Smith (Anglija, 1580 – 1631), vojak in raziskovalec, kolonialni guverner, admiral Nove Anglije
- Hernando de Soto (Španija, okoli 1496 - 1542), osvajalec, osvajal Florido, Peru, prečkal Mississippi
- John Hanning Speke (Anglija, 1827 - 1864), častnik, zdravnik in raziskovalec, odkril Viktorijino jezero
- sir Henry Morton Stanley (Walles, 1841 - 1904), uspešno poiskal Livingstona v Afriki; kasneje raziskoval Viktorijino jezero, Tanganjiško jezero in reko Kongo
- William Grant Stairs (Kanada, 1863 - 1892), raziskovalec, častnik in pustolovec, odkril en Nilov izvir (reka Semliki), kot prvi neafričan plezal po gorah Ruvenzorijeve verige
- John Lloyd Stephens (ZDA, 1805 - 1852), raziskoval Srednji Vzhod, Srednjo Ameriko
- sir Paul Edmund Strzelecki (Poljska, 1793 - 1873), raziskovalec in geolog
- John McDouall Stuart (Škotska, 1815 - 1866), raziskoval Avstralijo, odkril Cooperjevo reko
- Charles Sturt (Anglija, 1795 - 1869), stotnik, raziskoval  Avstralijo, zarisal reki Murray z njenimi pritoki in Darling

## T
- Abel Janszoon Tasman (Nizozemska, 1603 - 1659), odkril Tasmanijo in Novo Zelandijo
- Jermak Timotejevič (Rusija), kozak, raziskoval zahodno Sibirijo in jo pripojil Rusiji
- Luis Vaez de Torres (Portugalska), pomorski raziskovalec, obplul Novo Gvinejo leta 1643
- Gudridur Thorbjarnardottir (Islandija), raziskovalka

## V
- Pierre Gaultier de Varennes, Sieur de La Vérendrye (Francija, Kanada 1685 - 1749), častnik, trgovec s krznom in raziskovalec, raziskoval vzhodno Kanado
- Giovanni da Verrazano (Italija, okoli 1485 - 1528), pomorski raziskovalec
- Amerigo Vespucci (Italija, 1454 - 1512), odkril področja Amerike in dal ime novi celini
- Ruy Lopez de Villalobos (Španija), raziskoval Tihi ocean in Filipine, katere je imenoval po Filipu II.
- Ferdinand Petrovič Vrangel (Rusija, 1796 - 1870), admiral, eden od ustanoviteljev Ruskega geografskega društva

## W
- Jean-Frédéric Waldeck (Francija, 1766 - 1875), starinoslovec, kartograf, umetnik, raziskovalec
- Alfred Lothar Wegener (Nemčija, 1880 - 1930), geolog, astronom, meteorolog, klimatolog, vremenski pogoji Arktike
- William Wills (Anglija, 1834 - 1861), kot prvi Evropejec z Robertom Burkom prečkal Avstralijo

## Y
- sir Francis Edward Younghusband (Indija, Anglija, 1863 - 1942), raziskoval Indijo in Tibet